# Cobisa
Cobisa – gmina w Hiszpanii, w prowincji Toledo, w Kastylii-La Mancha, o powierzchni 14,48 km². W 2011 roku gmina liczyła 4120 mieszkańców.